# Kaiserbrunn (Gemeinde Reichenau)

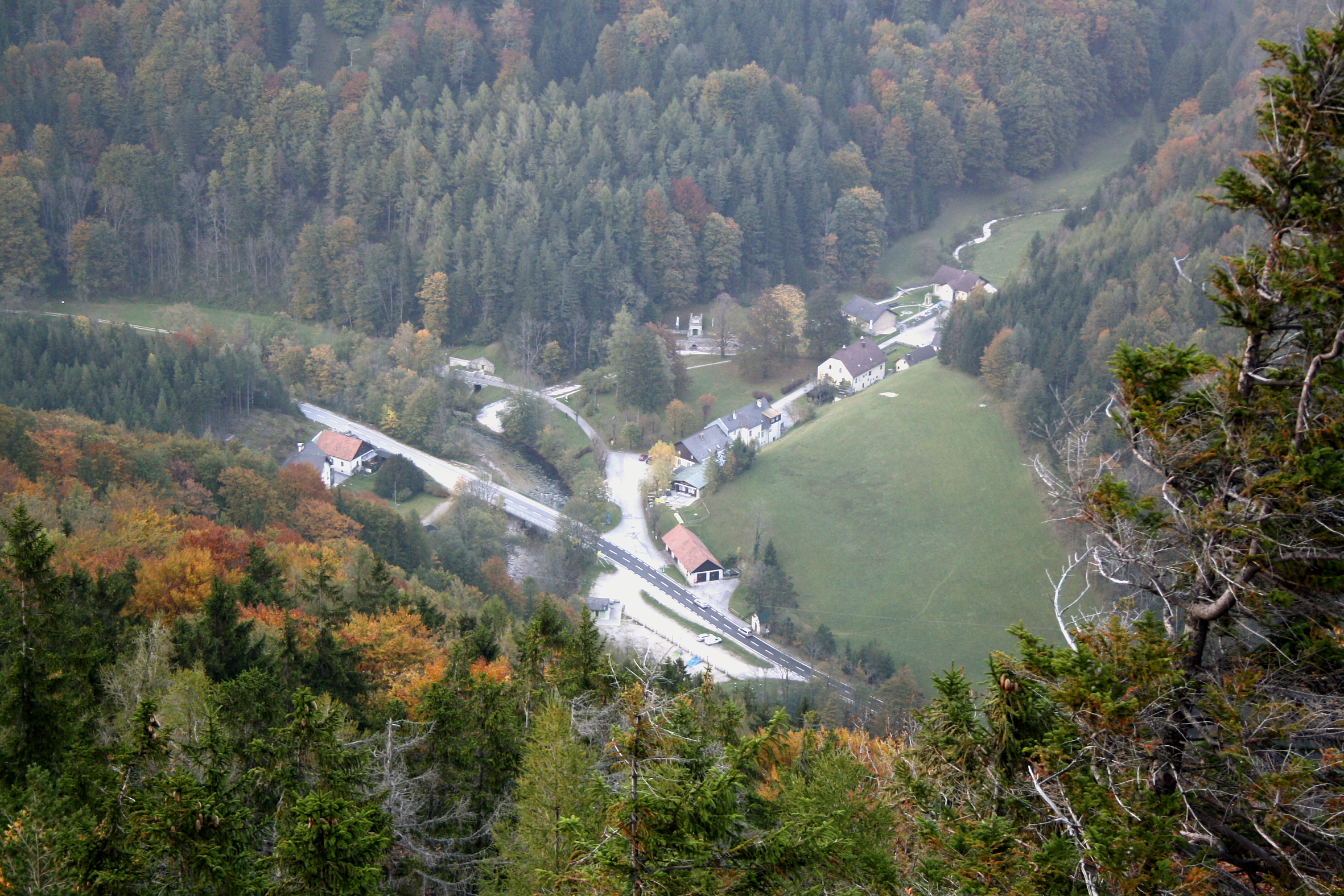
Kaiserbrunn von Südwesten

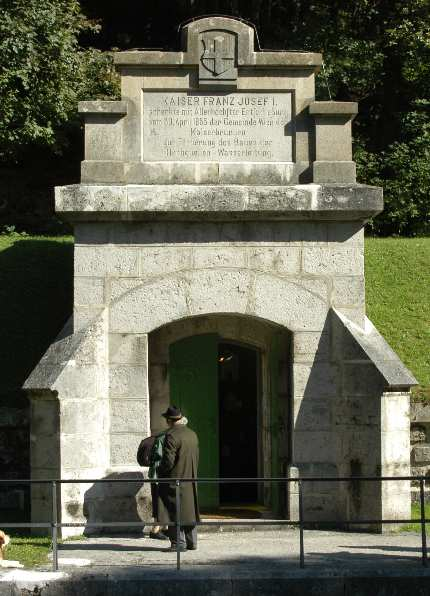
1. Wiener Hochquellenleitung – der Kaiserbrunnen

Der Ort Kaiserbrunn liegt in der Gemeinde Reichenau an der Rax im niederösterreichischen Höllental und wird von der Schwarza durchflossen.

## Geschichte
Aufgrund der wasserreichen Lage zwischen Rax und Schneeberg wurde bereits im 18. Jahrhundert von hier Wasser nach Wien transportiert. Die 1869 bis 1873 erbaute I. Wiener Hochquellenwasserleitung bezieht ihr Wasser ebenfalls aus Kaiserbrunn, später wurden noch weitere Quellen wie die in Gußwerk oder die am Fuße der Schneealpe eingespeist.
Laut Adressbuch von Österreich waren im Jahr 1938 in Kaiserbrunn ein Fuhrwerksunternehmer und ein Gastwirt mit angeschlossenem Hotel ansässig.

## Museum
Heute befindet sich in Kaiserbrunn ein Museum über die Hochquellenwasserleitung, das Wasserleitungsmuseum Kaiserbrunn.

## Wanderwege
Von Kaiserbrunn aus gelangt man über die Brandschneide zur Bergstation der Raxseilbahn. Die Brandschneide ist ein schwarz markierter Aufstieg auf die Rax mit kurzen gesicherten Passagen mit einer Leiter und Drahtseilen. Der Stock des Schneebergs ist über den Anstieg zum Naturfreundehaus Knofeleben zu erreichen.